# 타라스크

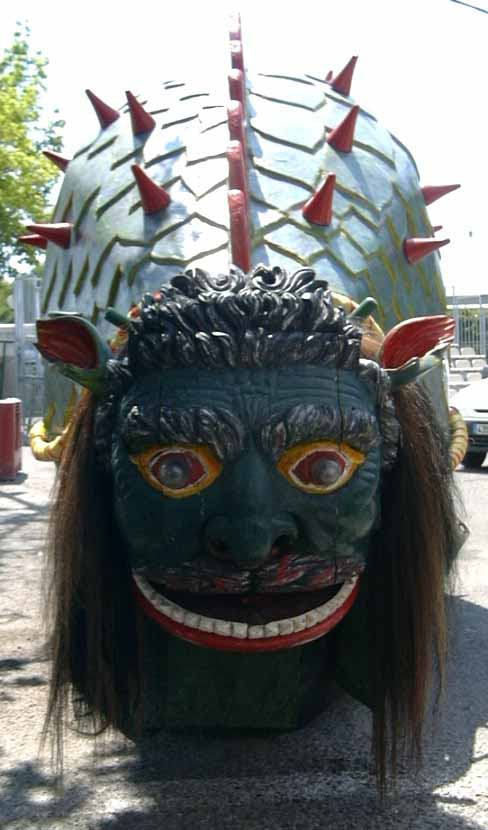
타라스크 인형 (정면).

타라스크는 가톨릭교회 성인들의 이야기를 적어놓은 《황금전설》의 제100장 성녀 마르타의 이야기, 그리고 프랑스의 민화와 전설에 등장하는 물속에 사는 괴물이다.

## 전설
타라스크는 바다의 요물인 레비아탄과 당나귀 사이에 태어난 괴물로 알려졌다. 턱에는 악어같이 길고 날카로운 이빨이 있고, 몸의 양옆을 뒤덮은 단단한 비늘은 등딱지처럼 보이며 날카로운 돌기가 나 있다. 또한 여섯 개의 작은 발끝에는 날카로운 발톱이 있고, 뱀처럼 자유자재로 움직이는 꼬리를 가지고 있다. 그리고 강한 독성분이 든 숨결과, 공기나 물에 닿으면 불타오르는 대변을 무기로 삼고 있었다. 전체적으로는 물고기와 짐승이 섞여 있는 악어 같은 모습인데, 사람을 한 입에 삼켜버릴 정도로 거대했다고 전해진다.
원래는 소아시아의 시리아에 살고 있었으나, 1세기 무렵 지중해를 건너 강물을 거슬러 올라와서 프랑스 중부의 론강 강변에 있는 넬루크라는 마을 근처에 서식하게 되었다.
타라스크의 은신처는 강 중심에 있는 소용돌이 속의 동굴이었다. 이 괴물은 배가 고프면 은신처에서 기어나와 강바닥에 몸을 누이고 수면 위를 지나가는 배나 여행객을 습격해서 잡아먹었다. 이 때문에 매우 곤란해진 넬루크와 인근 마을 사람들은 몇 번씩이나 타라스크를 퇴치하기 위해 나섰지만 딱딱한 등딱지에는 어떠한 무기도 소용이 없었고, 거꾸로 대변이 만들어내는 불꽃에 쫓겨 도망치는 것이 고작이었다.
이윽고 타라스크의 소문은 프랑스 전국으로 퍼져서 성녀 마르타의 귀에도 들어갔다. 그녀는 그리스도교를 선교하려고 마침 넬루크 근처에 와 있었다. 그녀는 괴물을 퇴치하리라 결심하고 타라스크가 사는 강으로 향했다.
타라스크가 강 근처에서 사람을 먹고 있을 때 숲속에서 성녀 마르타가 나타났다. 타라스크는 그녀를 잡아먹으려고 곧장 덤벼들었다. 그러나 성녀는 조금도 당황하지 않고 눈앞에 다가오는 타라스크에게 성수를 뿌린 다음 십자가를 앞으로 내밀었다.
그러자 맹수처럼 펄펄 날뛰던 타라스크는 금세 얌전하게 바뀌었다. 그녀는 조용해진 타라스크의 목을 자신의 허리띠로 묶었는데, 그 띠는 순식간에 하느님의 힘으로 강철처럼 단단해져서 절대로 끊어지지 않게 되었다.
얌전해진 타라스크는 이윽고 성녀 마르타를 보려고 뒤쫓아온 마을 사람들이 던진 돌에 맞아 결국 죽고 말았다.
흉악한 타라스크를 이렇듯 간단하게 복종시킨 하느님의 힘에 마을 사람들은 감복하여 모두 그리스도교로 개종했다. 그리고 성녀 마르타의 위업을 칭송하는 뜻에서 넬루크의 마을 이름을 타라스콩이라 부르게 되었다. 이리하여 지금까지도 타라스콩에서는 타라스크의 퇴치를 기뻐하는 축제가 해마다 열리며, 괴물 타라스크 모양으로 만들어진 인형이 축제 행렬과 함께 온 마을을 누비며 다닌다.

## 같이 보기
- 쿠파 (캐릭터)